# ダリラ・ディ・ラザーロ
ダリラ・ディ・ラザーロ（Dalila Di Lazzaro、1953年1月29日 - ）はイタリア・ウーディネ県出身の女優・モデル・歌手・作家である。ダリラ・ディ・ラッツァーロと訳されることもある。

## 来歴
モデルとしてキャリアをスタートし、72年にダリラ・ディ・ラマーの芸名で｢Si può fare... amigo｣で映画デビュー。
いくつかのマイナー映画に出演後、カルロ・ポンティやアンディ・ウォーホールの強いサポートにより、73年に『悪魔のはらわた』で女人造人間を演じる。
それ以降は76年の日本未公開作｢Oh, Serafina!｣など、美しさを生かしエロティック作品に多く出演し、ファムファタールの役どころを演じることも多かった。その他の代表作に『フェノミナ』など。
1987年にはシャタラーでは三船敏郎と吉川晃司と共演。。
私生活では91年に一人息子の交通事故死や、自身もバイク事故で首を損傷し女優業から離れるなど不幸が続くが、2006年に自伝を出版し作家として復帰を果たし、その後も何作か作品を出版している。

## フィルモグラフィー
| 製作年 | 邦題 原題                                                                      | 役名         | 備考                     |
| ------ | ------------------------------------------------------------------------------ | ------------ | ------------------------ |
| 1972   | フランケンシュタイン80 Frankenstein '80                                        | ソニア       | ダリラ・パーカー名義     |
| 1973   | 悪魔のはらわた Flesh for Frankenstein                                          | 女人造人間   |                          |
| 1975   | ガンモール/おかしなギャングと可愛い女 La pupa del gangster                     | アンナ・チノ | ビデオ題『ゲット・リタ』 |
| 1980   | ポーカー・フェイス/アラン・ドロン・ウィズ・ジャック・ドレー 3 hommes à abattre | ベア         |                          |
| 1980   | フランコ・ネロ/強奪~インサイダー~ Il bandito dagli occhi azzurri               | ステラ       |                          |
| 1985   | フェノミナ Phenomena                                                           | 校長         |                          |
| 1985   | ラスト・ターゲット/狙われたスパイたち Killer contro killers                    | チェリー     |                          |
| 1989   | 裏窓の女 Spogliando Valeria                                                    | エヴァ       |                          |
| 1990   | NEW レディ・ドール Alcune signore per bene                                     | アレグラ     |                          |